# Tomás de Berlanga
Tomás de Berlanga (Berlanga de Duero, 1486 – Berlanga de Duero, 8 agosto 1551) è stato un vescovo cattolico ed esploratore spagnolo, quarto vescovo di Panamá, nonché scopritore delle isole Galápagos.

## Biografia
Tomás de Berlanga nacque a Berlanga de Duero nella provincia di Soria, in Spagna. Nel 1534 fu consacrato vescovo di Panamá. Nel 1535 salpò per il Perù per mediare una disputa tra Francisco Pizarro e Diego de Almagro riguardo alla divisione del territorio dopo la conquista dell'impero inca. La sua nave andò alla deriva quando si bloccarono i venti, e le forti correnti la trascinarono fino alle isole Galápagos, che quindi scoprì il 10 marzo 1535. Inviò un racconto delle sue avventure e della scoperta a Carlo V d'Asburgo, re di Spagna.
Quando Tomás de Berlanga fece ritorno a Berlanga de Duero dalle Galápagos, portò con sé un caimano di tre metri. Questo caimano è attualmente esposto presso la cattedrale di Berlanga de Duero.

## Genealogia episcopale
La genealogia episcopale è:
- Cardinale Francisco Mendoza Bobadilla
- Vescovo Tomás de Berlanga, O.P.